# Gare de Lintgen
La gare de Lintgen est une gare ferroviaire luxembourgeoise de la ligne 1, de Luxembourg à Troisvierges-frontière, située près du centre-ville de Lintgen sur le territoire de la commune du même nom, dans le canton de Mersch.
Elle est mise en service en 1862 par la Compagnie des chemins de fer de l'Est, l'exploitant des lignes de la Société royale grand-ducale des chemins de fer Guillaume-Luxembourg.
C'est une halte voyageurs de la Société nationale des chemins de fer luxembourgeois (CFL), desservie par des trains Regionalbunn (RB) uniquement.

## Situation ferroviaire
Établie à 221 mètres d'altitude, la gare de Lintgen est située au point kilométrique (PK) 31,123 de la ligne 1 de Luxembourg à Troisvierges-frontière, entre les gares de Lorentzweiler et Mersch.

## Histoire
La station de Lintgen est mise en service par la Compagnie des chemins de fer de l'Est, l'exploitant des lignes de la Société royale grand-ducale des chemins de fer Guillaume-Luxembourg, lors de l'ouverture à l'exploitation de la section de Luxembourg à Ettelbruck le 21 juillet 1862,. Qualifié de gros village, Lintgen qui compte alors 1 100 habitants était à l'époque la quatrième station de la ligne.
En 2014 la gare est un arrêt ferroviaire avec deux voies, deux quais et abris, l'ancien bâtiment voyageurs et l'ancienne halle à marchandises ont été détruits.

## Service des voyageurs

### Accueil
Halte CFL, c'est un point d'arrêt non géré, équipé de deux abris et d'un automate pour l'achat de titres de transport. Le passage à niveau permet la traversée des voies et le passage d'un quai à l'autre.

### Desserte
Lintgen est desservie par des trains Regionalbunn (RB) de la ligne Luxembourg - Ettelbruck - Diekirch,.

### Intermodalité
Un parc pour les vélos (5 places) et un parking pour les véhicules (160 places) y sont aménagés. La gare est desservie à distance, par la voie publique, par les lignes 110, 111 et 292 du Régime général des transports routiers.